# 서영 (배우)
서영(영어: Seo Young, 1984년 6월 21일 ~ )은 대한민국의 배우이다.
2006년 MBC《여우야 뭐하니》에서 천정명을 유혹하는 '주희' 역으로 브라운관에 데뷔해 극중 고현정과 대적하는 역할을 맡아 신인이었음에도 불구하고 당찬 연기와 섹시한 몸매를 선보이며 '착한 가슴'이라는 애칭으로 큰 이슈가 되었다.
그 뒤에도 그녀의 장점을 살려 OCN《키드갱》, 《메디컬기방영화관》, 《경성기방영화관》, 《이브의 유혹》, 《야차》, TVN《롤러코스터》, CGV《색시몽》 등에 출연해 당시 출연하는 작품마다 시청률 1위와 이슈를 몰고 다니며 '케이블의 여왕'이라는 수식어도 얻었다.
하지만 섹시하고 육감적인 몸매 못지않게 안정된 발성과 연기력으로도 인정을 받게 되었고 YTN스타 채널의《트루스토리 레드아이》, SUPERACTION《서영의 SPY》의 MC를 맡으며 똑부러지는 진행 실력으로 많은 팬을 모았다.  그 뒤로도 꾸준히 작품을 가리지 않고 좋은 캐릭터들을 보여 주려 노력하며 KBS2 《달자의 봄》, 《달콤한 비밀》, SBS《미세스 캅 2》, 《낭만닥터 김사부》 등에 출연하였으며, 특히《미세스 캅 2》에서는 극중  트랜스젠더이자 살인범인 캐릭터를 맡아 여자배우로서 아주 강한 인상을 남겼다.
뿐만 아니라 큰 키와 시원시원한 마스크로 영화도 같이 병행하며 늘 새로운 모습을 보여 주고 있다. 영화 《원더풀 라디오》, 《타투》, 《마이너클럽》 등에 출연하였으며, 첫 주연작인 영화《미스푸줏간》에서는 1인2역을 펼치며 여자배우로서는 쉽지 않은 액션연기와 섬세한 감정연기로 호평을 받았다.
한편 노래도 잘하는 배우라 뮤지컬《온에어》, 《내 마음의 풍금》에서도 주연을 맡아 공연하며 끼와 노래실력을 보여준 바 있고 앨범《안녕하는날》을 낼 정도로 보이스가 훌륭한 배우이다.
번외로 서영은 학창시절 공부를 잘했던 우등생으로 알려졌는데 2019년 공인중개사 시험에도 도전하여 자격증을 획득한바 있다. 공인중개사 시험이 점점 난이도가 높아져 고시라고 불릴 정도인데 각종 법 공부를 혼자서 해냈다고 알려져 팬들의 응원과 축하세례를 받았다.
2022년 6월 12일 1세 연하의 일반인과 결혼했다. 그리고 동년 11월에 장녀를 출산했다.

## 학력
- 분당고등학교
- 중앙대학교 연극영화과

## 경력
- 샤인에스 CEO[4]
- 공인중개사 자격 취득[5]

## 출연작

### 드라마
- 2006년 MBC 《여우야 뭐하니》 - 이주희 역
- 2007년 KBS2 《달자의 봄》 - 홍지희 역
- 2007년 OCN 《키드갱》 - 차나리 역
- 2007년 채널CGV 《색시몽》 - 오선정 역
- 2008년 채널 CGV 《색시몽 리턴즈》
- 2008년 OCN 《메디컬 기방 영화관》 - 매창 역
- 2009년 OCN 《경성 기방 영화관》 - 화연 역
- 2010년 SBS 《별을 따다줘》 - 민아 역
- 2010년 OCN 《야차》 - 지향 역
- 2015년 KBS2 《달콤한 비밀》 - 이수지 역
- 2016년 SBS 《미세스 캅 2》 - 김하람 역
- 2016년 SBS 《낭만닥터 김사부》 - 주지배인 역
- 2017년 KBS2 《맨홀 - 이상한 나라의 필》 - 미자 역
- 2020년 SBS 《낭만닥터 김사부 2》 - 주지배인 역
- 2020년 JTBC 《사생활》 - 지민희 역
- 2025년 KBS1 《대운을 잡아라》 - 장미 역

### 영화
- 2007년 《내 생애 최악의 남자》 - 배우 역
- 2007년 《이브의 유혹 - 그녀만의 테크닉》 - 혜영 역
- 2008년 《가루지기》 - 봄이 역
- 2011년 《원더풀 라디오》 - 미라 역
- 2014년 《마이너클럽》 - 연재 역
- 2015년 《타투》 - 구찌 역
- 2017년 《미스 푸줏간》 - 오순애 / 오순정 역
- 2017년 《구세주: 리턴즈》 - 마담 역
- 2021년 《게임의 법칙: 인간사냥》 - 미연 역
- 2021년 《인싸》 - 작은 엄마 역
- 2021년 《남편이 필요해?》 - 주희 역
- 2025년 《해피해피》 - 정신과 의사 역

### 예능
- 2007년 KBS 1TV 《가족오락관》